# Laila Karttunen
Laila Maria Karttunen, född 16 mars 1895 i Suonenjoki, död 7 januari 1981 i Tavastehus, var en finländsk målare och textilkonstnär.
Karttunen studerade 1915–1918 vid Åbo konstförenings ritskola och 1919–1922 vid Centralskolan för konstflit. Hon verkade som lärare och planerare vid Fredrika Wetterhoffs vävskola i Tavastehus från 1922 till slutet av 1920-talet, då hon grundade en egen ateljé i Helsingfors. Hon var under hela 1930-talet chef för Finska handarbetets vänners väveri, men återvände till Wetterhoff där hon arbetade fram till sin pensionering 1958.
Karttunen är främst känd för sin textilkonst, bland annat kyrkotextilier, bildvävnader och broderier. Hon tog intryck av den folkliga textilkonsten och gjorde bland annat studieresor till Karelen i slutet av 1930-talet. Hon framstod med sina textilexperiment som en banbrytare och riktgivare på sitt område, skrev artiklar om textilkonst och publicerade modellböcker. I hennes måleri är figur-, natur- och stadsmotiven de mest framträdande.
Hon belönades med silvermedalj vid triennalen i Milano 1933 och 1951 samt guldmedalj 1954. År 1959 erhöll hon Pro Finlandia-medaljen. Hon testamenterade en betydande samling av sina arbeten till Tavastehus konstmuseum.

## Utmärkelser
- Förtjänstkorset av Finlands Vita Ros’ orden,  1947[2]
- Pro Finlandia-medaljen av Finlands Lejons orden,  1959[2]

[Redigera Wikidata]

### Uppslagsverk
- Karttunen, Laila i Uppslagsverket Finland (webbupplaga, 2012). CC-BY-SA 4.0